# Bas van Fraassen
Bastiaan Cornelis (Bas) van Fraassen (Goes, 5 april 1941) is een Nederlands-Amerikaanse wetenschapsfilosoof en epistemoloog. Hij introduceerde de term constructief empirisme in zijn boek The Scientific Image (1980). Hij emigreerde in 1956 met zijn familie naar Canada.

## Loopbaan
Van Fraassen verwierf zijn B.A. (1963) aan de University of Alberta en zijn M.A. (1964) en Ph.D. (1966, onder leiding van Adolf Grünbaum) aan de University of Pittsburgh. Hij was docent aan Yale University, de University of Southern California (USC), de University of Toronto en Princeton University. Sinds 2008 is hij verbonden aan San Francisco State University. Van Fraassen is een voormalig lid van de Koninklijke Nederlandse Akademie van Wetenschappen.

## Academische verdiensten
In zijn boek Law and Symmetry (1989) poogde hij een denkkader te construeren waarmee fysieke fenomenen verklaard kunnen worden zonder de aanname dat zulke fenomenen veroorzaakt zijn door regels of wetten die hun gedrag veroorzaken of reguleren. Van Fraassen werkte ook mee aan de filosofie van de kwantummechanica, filosofische logica en epistemologie.
Paul M. Churchland is een criticus van Van Fraassen, die in zijn essay "The Anti-Realist Epistemology of Bas van Fraassens The Scientific Image" onder meer Van Fraassens' idee van niet-observeerbare fenomenen contrasteerde met de idee van niet-geobserveerde fenomenen.
Van Fraassen is ook bekend om zijn vernieuwende werk in filosofische logica.
In 1986 ontving hij de Lakatos Award voor zijn bijdragen aan de wetenschapsfilosofie.